# Tarento (província)
Tarento (em latim: Taranto) é uma província italiana da região da Apúlia com cerca de 600 mil habitantes, densidade de 244 hab/km². Está dividida em 29 comunas, sendo a capital Taranto.
Faz fronteira a norte com a província de Bari, a nordeste com a província de Brindisi, a este com a província de Lecce, a sul com o Mar Jónico e a oeste com a região da Basilicata (província de Matera).